# 윌슨 스포츠 용품
윌슨 스포츠 용품 컴퍼니(영어: Wilson Sporting Goods Company)는 에이머 스포츠의 자화사이자, 미국의 스포츠 용품 제조 및 판매 회사이다. 배드민턴, 야구, 농구, 소프트볼, 미식 축구, 골프, 라켓볼, 축구, 스쿼시, 테니스, 배구 등의 스포츠 용품을 만든다.

## 스폰서

### 농구

#### 클럽
- 부산 KCC 이지스